# 建瓯城墙

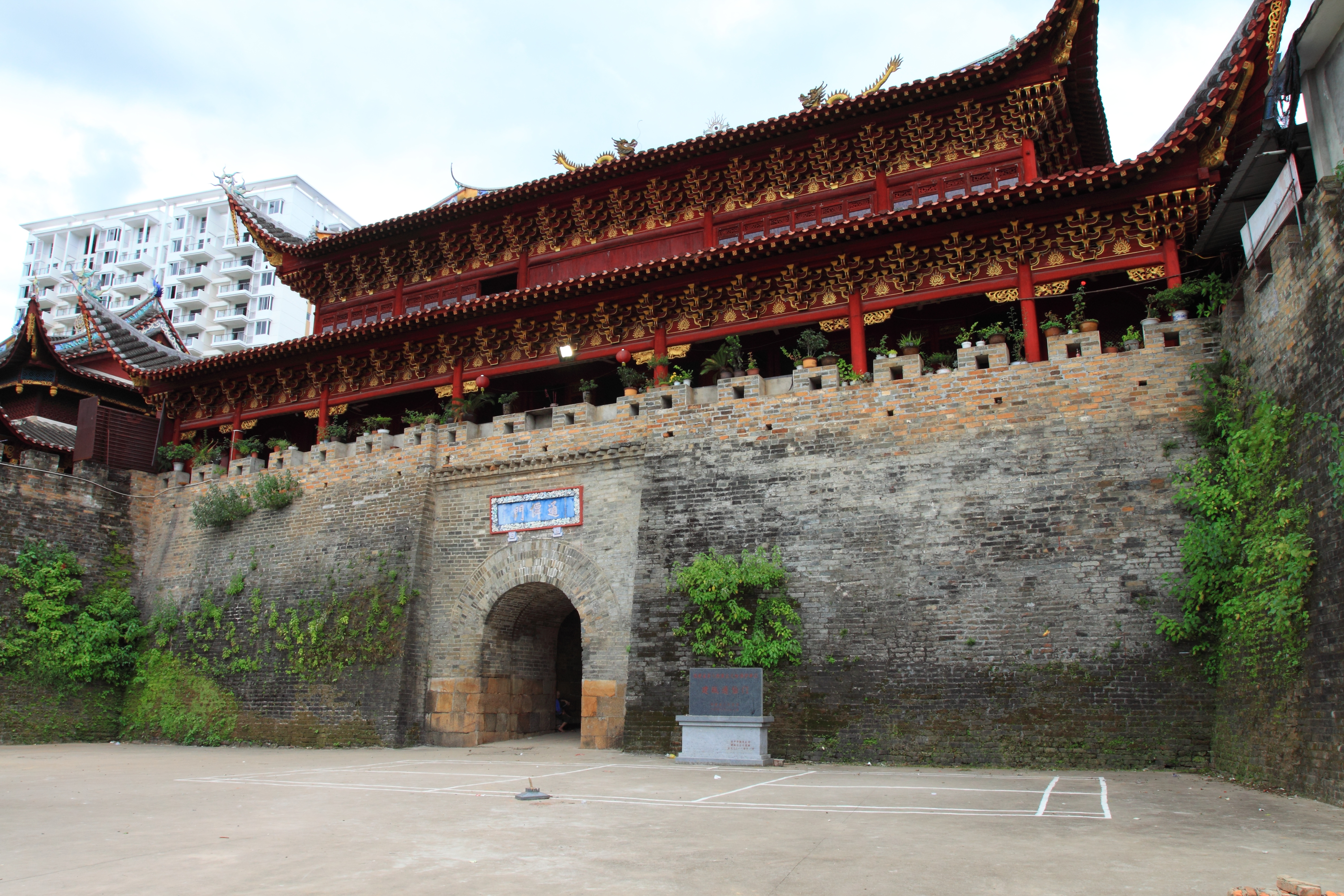
通仙门

建瓯城墙，为原建宁府城墙，位于中国福建省建瓯市。现存较好的墙段约1200米，另有部分城墙残迹。城门尚存5座，其中通仙门保存较好。2009年，建瓯通仙门被列为福建省文物保护单位。

## 历史
三国东吴永安三年（260年），始筑城垣于覆船山下。南朝刘宋元嘉初（424年），太守华瑾之将郡城迁至黄华山下。南朝陈刺史骆文广再迁郡城于覆船山下。
唐建中元年(780年)，刺史陆长源，再筑城池于黄华山下，设9城门。此时州县城合一。
明洪武十九年(1386年)，拓建城垣，将黄华山包于城内，新开拱北、朝阳二门，此时城墙全长6.24公里，高6米。万历三十七年（1609年），再次扩建城垣，此时城垣全长6.9公里。
1950年代，建瓯城墙拆除大部。2000年，通济门两侧城墙被拆，仅通济门幸存。

## 现状
现存城门包括通仙门、威武门（西门）、临江门、通济门、广德门。 五座城门，除通仙门保存较好外，其余四门保存堪忧。